# Bokator
Bokator, também designado por Labokkatao (em Khmer: ល្បុក្កតោ), refere-se a uma arte marcial cambojana, que deu origem ao moderno desporto de combate, Pradal Serey, também conhecido como Kun Khmer. Possivelmente o mais antigo sistema de luta do Camboja, com cerca de 1000 anos, o Bokator é uma tradição khmer pouco conhecida mundialmente. 

## História

### Origem
Conta a lenda que a origem do Bokator deu-se quando um agricultor dirigiu-se para selva, armado apenas com uma pequena faca, quando é atacado por um leão. O agricultor é inicialmente dominado pela besta, contudo, num golpe de aflição, enquanto o animal prepara-se para devorar-lo, o agricultor pontapeia-o na zona genital, matando-o instantaneamente. A tradução literal do "bokator" significa de fato "lutar como um leão".

### Perseguição
Durante o governo de Pol Pot (1963–1979), vários praticantes profissionais do Bokator foram brutalmente assassinados (Genocídio cambojano). Como muitas outras artes marciais, o Bokator foi provavelmente desenvolvido com o propósito de ser utilizado nos conflitos militares, como forma de estabelecimento da defesa do guerreiro quando desarmado em combate sendo necessário a sua sobrevivência dependendo exclusivamente da sua habilidade no combate desarmada.

## Estilo
Existe diversas semelhanças entre este tipo de luta com o Muay Boran da Tailândia, onde é identicamente dedicada a elaborada utilização de técnicas com uso eficaz de cotovelos e joelhos, de pernas com pontapés laterais onde diferenças mínimas do antigo Muay Boran são percetíveis. A sua posição defensiva é uma das características do Bokator, apesar de idêntico com a do Muay Boran. Uma das técnicas conhecidas do Bokator é, por exemplo, a combinação da joelhada em salto com uma cotovelada descendente em simultâneo. As regras permitem o combate no chão, submissões, chutes com as canelas, ataques com os cotovelos e joelhos, mãos, pés, pernas e até com a cabeça. As armas são também utilizadas por esta arte marcial, tal como curtas varas de bambu. No entanto quando é utilizado armas, ambos os adversários devem-se encontrar em igualdade de circunstâncias.
Os atletas utilizam ainda os uniformes dos antigos exércitos Khmer. A Krama (lenço) é aplicado na cintura e cordas de ceda azuis e vermelhas, chamadas de sangvar day são colocadas em torno da cabeça dos lutadores e bíceps (Idêntica tradição do Muay Thai que utiliza as prajied e Mongkon). Antigamente era referido que as cordas têm o poder de aumentar a força do atleta, contudo hoje em dia são utilizadas somente como perpetuação desta tradição. O bokator é erroneamente descrito como uma variante o kickboxing moderno. Muitas das técnicas empregues neste estilo de luta, são baseadas em formas de ataque de diversos animais.